# Vanilla wightii
Vanilla wightii är en orkidéart som beskrevs av John Lindley och Robert Wight. Vanilla wightii ingår i släktet Vanilla och familjen orkidéer. Inga underarter finns listade i Catalogue of Life.